# Brakka music
La brakka ou brakka music est une musique urbaine des années 1940 à base de guitare, de flûte et de percussions. Elle puise sa source dans les musiques de l’Afrique de l’Est dont la kwela et le simanje manje. Son rythme est ternaire (12/8) et son nom est la contraction – en swahili – de « bra », le commencement, et de « ka », l’infini et l’esprit.
C'est un genre musical exploré notamment par le musicien congolais So Kalmery.

## Sources
- La brakka